# Frolovói járás

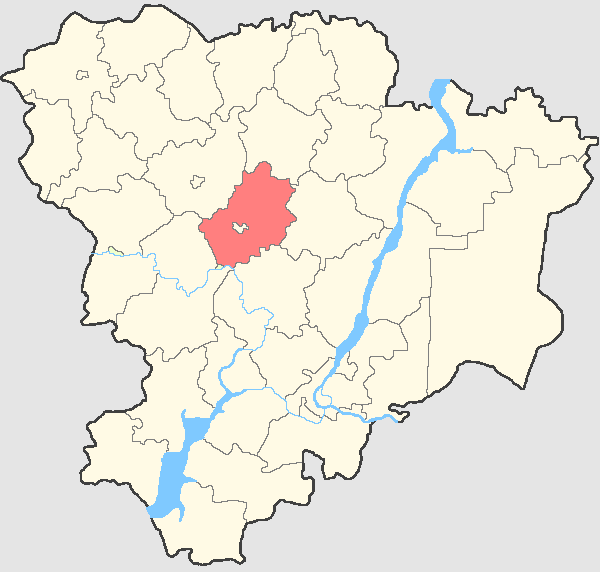
A Frolovói járás a Volgográdi területen

A Frolovói járás (oroszul Фроловский муниципальный район) Oroszország egyik járása a Volgográdi területen. Székhelye Frolovo.

## Népesség
- 1989-ben 15 807 lakosa volt.
- 2002-ben 16 720 lakosa volt.
- 2010-ben 14 631 lakosa volt, melyből 13 047 orosz, 145 ukrán, 137 tatár, 128 azeri, 128 örmény, 123 mari, 116 csuvas, 115 cigány, 75 török, 55 német, 51 fehérorosz, 36 moldáv, 29 udmurt, 26 dargin, 26 mordvin, 19 kazah, 18 csecsen, 18 kumik, 14 lezg, 10 avar stb.